# الکسیا اشفورد
الکسیا اشفورد (به انگلیسی: Alexia Ashford) نام یکی از شخصیت‌های سری رزیدنت ایول است. او در سال ۱۹۷۱ متولد شد. او کاشف ویروس T.VERONICA و خواهر آلفرد آشفورد است. این شخصیت، در حقیقت نوهٔ ادوارد آشفورد، یکی از سه بنیانگذار آمبرلا و دختر الکساندر آشفورد است. او نیز مانند برادرش در جریان آزمایش‌های پدرش و به شکل آزمایشگاهی به وجود آمده‌است. حضور او در بازی‌های رزیدنت ایول کد: ورونیکا و تاریخچه تاریکی، بوده‌است. این شخصیت در سال ۱۹۹۸ و به دست کریس ردفیلد، کشته می‌شود.